# Prix Emil-Artin
Pour les articles homonymes, voir Emil Artin et Artin.
Le prix Emil-Artin (Emil Artin Junior Prize in Mathematics) est un prix mathématique décerné habituellement chaque année depuis 2001, à un ancien élève d'une université arménienne, âgé de moins de trente-cinq ans, pour des contributions exceptionnelles en algèbre, en géométrie, en topologie et en théorie des nombres. Le prix est doté de 1 000 $ et il est annoncé dans les Notices of the American Mathematical Society.
Le prix est nommé d'après Emil Artin, qui était d'origine arménienne. Bien que l'admissibilité au prix ne soit pas entièrement internationale, étant donné que le destinataire doit avoir étudié en Arménie, les bourses sont accordées uniquement pour des publications dans des revues internationales.

## Lauréats
- 2001 Vahagn Mikaelian[2]
- 2002 Artur Barkhudaryan[3]
- 2004 Gurgen R. Asatryan[4]
- 2005 Mihran Papikian[5]
- 2007 Ashot Minasyan[6]
- 2008 Nansen Petrossian[7]
- 2009 Grigor Sarkissian[8]
- 2010 Hrant Hakobyan[9],
- 2011 Lilya Budaghyan (en)[10]
- 2014 Sevak Mkrtchyan[11]
- 2015 Anush Tserunyan[12]
- 2016 Lilit Martirosyan[13]
- 2018 Davit Harutyunyan[14]
- 2019 Vahagn Aslanyan[15]
- 2020 Levon Haykazyan[16]
- 2021 Arman Darbinyan[17]
- 2022 Diana Davidova[18]
- 2023 Davit Karagulyan [19]

- 2024 Aram Nazaryan[20]
- 2025 Liana Yepremyan[21]